# Friedrich Wilhelm al Prusiei

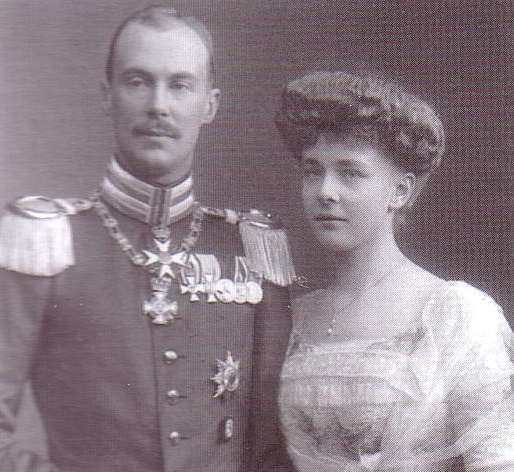
Friedrich Wilhelm al Prusiei și soția sa, Prințesa Agatha de Hohenlohe-Schillingsfürst

Prințul Friedrich Wilhelm al Prusiei (germană Prinz Friedrich Wilhelm Viktor Karl Ernst Alexander Heinrich von Preußen; 12 iulie 1880 – 9 martie 1925) a fost membru al Casei de Hohenzollern și strănepot al regelui Frederic Wilhelm al III-lea al Prusiei.

## Biografie
Friedrich Wilhelm s-a născut la Palatul Kamenz din Kamenz, Prusia, (astăzi Kamieniec Ząbkowicki, Polonia). A fost fiul cel mic al Prințului Albert al Prusiei (1837–1906) și a Prințesei Maria de Saxa-Altenburg (1854–1898).
Pe linie paternă era strănepot al regelui Frederic Wilhelm al III-lea al Prusiei și strănepot al regelui Willem I al Țărilor de Jos. Pe linie maternă era nepot al Ducelui de Saxa-Altenburg. De asemenea, a fost văr de gradul al doilea cu împăratul Wilhelm al II-lea al Germaniei.
Tinerețea și-a petrecut-o la Berlin, la Castelul Reinhartshausen din Erbach, care era reședința bunicii sale, și în ducatul Brunswick, unde tatăl său acționa ca regent. A studiat dreptul la Universitatea de la Bonn, unde a primit o diplomă de doctor în filosofie. Îi plăceau literatura și muzica.
După căsătorie, prințul a locuit cu soția sa la Rudy. În 1912 el a fost ales parlamentar local (Landrat) al districtului  Frankenstein, unde a rămas până în 1918, până la abolirea monarhiei germane și fondarea Republicii de la Weimar. Anterior, a participat activ la ostilitățile din timpul Primului Război Mondial pentru care a fost promovat la rangul de general major. Mare parte din timp l-a petrecut călătorind prin Europa și restul lumii, uneori în importante misiuni diplomatice, reprezentându-l pe împăratul Wilhelm al II-lea.
Presimțind căderea monarhiei în Germania, la sfârșitul războiului, a luat în discuție împreună cu alți profesori universitari reconstrucția sistemului existent de guvernare, propunerea introducerii unei monarhii constituționale modelate după forma de guvernare din Regatului Unit.
În 1918 a fost luat în considerare pentru funcția de rege al Finlandei. Totuși, din cauza faptului că soția sa era catolică, finlandezii l-au ales pe Prințul Frederic Karl de Hesse (care era luteran ca și soția sa).

## Copii
La 8 iunie 1910, la Potsdam, el s-a căsătorit cu Prințesa Agatha de Hohenlohe-Schillingsfürst. Ei au avut patru fiice:
- Prințesa Marie Therese a Prusiei (2 mai 1911 – 2005), căsătorită în 1932 cu  Aloys Rudolph Hug, a avut copii.
- Prințesa Luise Henriette a Prusiei (21 iulie 1912 – 12 octombrie 1973), căsătorită în 1936 cu Wilhelm Schmalz, a avut copii.
- Prințesa  Marianne a Prusiei  (23 august 1913 – 1 martie 1983), căsătorită în 1933 cu Prințul Wilhelm de Hesse-Philippsthal-Barchfeld, a avut copii.
- Prințesa Elisabeth a Prusiei (9 februarie 1919 – 24 august 1961), căsătorită în 1948 cu Heinz Mees, nu a avut copii.

Friedrich Wilhelm a murit în 1925, la vârsta de 44 de ani, la Weisser Hirsch, un district rezidențial în Dresa. Soția sa i-a supraviețuit 35 de ani.